# Nemzeti Bajnokság I 2019-20
La Nemzeti Bajnokság I 2019-20 fue la 118.ª temporada de la Primera División de Hungría. El nombre oficial de la liga es OTP Bank Liga por razones de patrocinio. La temporada comenzó el 21 de julio de 2019 y finalizó el 27 de junio de 2020. El club Ferencvaros de la ciudad de Budapest es el campeón defensor.

## Ascensos y descensos
Al término de la temporada 2018-19, fueron relegados el MTK Budapest y el Szombathelyi Haladás, y ascendieron de la Nemzeti Bajnokság II el campeón Zalaegerszegi TE que vuelve después de ocho temporadas tras descender en 2011-12 y el subcampeón Kaposvári Rákóczi que vuelve tras descender en la temporada 2013-14.
| Pos. | Descendidos de la Nemzeti Bajnokság I 2018-19 |
| ---- | --------------------------------------------- |
| 11.º | MTK Budapest                                  |
| 12.º | Szombathelyi Haladás                          |

| Pos. | Ascendidos de la Nemzeti Bajnokság II 2018-19 |
| ---- | --------------------------------------------- |
| 1.º  | Zalaegerszegi                                 |
| 2.º  | Kaposvári Rákóczi                             |

## Sistema de competición
Los doce equipos participantes jugaron entre sí todos contra todos tres veces totalizando 33 partidos cada uno, al término de la jornada 33 el primer clasificado se coronó campeón y obtuvo un cupo para la Primera ronda de la Liga de Campeones 2020-21, el segundo y tercer clasificado obtuvieron un cupo para la Primera ronda de la Liga Europa 2020-21 y los dos últimos clasificados descendieron a la Nemzeti Bajnokság II 2020-21.
Un tercer cupo para la Primera ronda de la Liga Europa 2020-21 fue asignado al campeón de la Copa de Hungría 2020-21.

## Información de los equipos
- A continuación se muestra la lista de clubes que compiten en la Nemzeti Bajnokság I 2019-20, con su ubicación, estadio y capacidad.
| Club              | Ciudad                 | Estadio                    | Capacidad | Referencias |
| ----------------- | ---------------------- | -------------------------- | --------- | ----------- |
| Debreceni         | Debrecen               | Nagyerdei Stadion          | 20,340    | [ 2 ]       |
| Diósgyőri         | Miskolc                | Diósgyőri Stadion          | 15,325    | [ 3 ]       |
| Fehérvár          | Székesfehérvár         | MOL Aréna Sóstó            | 14,200    |             |
| Ferencvárosi      | Budapest (Ferencváros) | Groupama Aréna             | 22,000    | [ 4 ]       |
| Honvéd            | Budapest (Kispest)     | Bozsik Stadion             | 10,000    | [ 5 ]       |
| Kaposvári Rákóczi | Kaposvár               | Rákóczi Stadion            | 7,100     |             |
| Kisvárda          | Kisvárda               | Várkerti Stadion           | 2,850     | [ 6 ]       |
| Mezőkövesdi       | Mezőkövesd             | Mezőkövesdi Városi Stadion | 4,183     | [ 7 ]       |
| Paksi             | Paks                   | Fehérvári úti Stadion      | 6,150     | [ 8 ]       |
| Puskás Akadémia   | Felcsút                | Pancho Aréna               | 3,816     | [ 9 ]       |
| Újpest            | Budapest (Újpest)      | Szusza Ferenc Stadion      | 13,501    | [ 10 ]      |
| Zalaegerszegi     | Zalaegerszeg           | ZTE Aréna                  | 14,000    |             |

## Tabla de posiciones
| Pos. | Equipo          | Pts. | PJ | G  | E  | P  | GF | GC | Dif. | Clasificación y descenso 2020–21        |
| ---- | --------------- | ---- | -- | -- | -- | -- | -- | -- | ---- | --------------------------------------- |
| 1    | Ferencváros (C) | 76   | 33 | 23 | 7  | 3  | 58 | 24 | +34  | Primera ronda de la Liga de Campeones   |
| 2    | Fehérvár        | 63   | 33 | 18 | 9  | 6  | 56 | 29 | +27  | Primera ronda de la Liga Europa         |
| 3    | Puskás Akadémia | 54   | 33 | 14 | 12 | 7  | 52 | 47 | +5   | Primera ronda de la Liga Europa         |
| 4    | Mezőkövesd      | 50   | 33 | 14 | 8  | 11 | 42 | 31 | +11  |                                         |
| 5    | Honvéd          | 44   | 33 | 12 | 8  | 13 | 36 | 42 | −6   | Primera ronda de la Liga Europa         |
| 6    | Újpest          | 43   | 33 | 12 | 7  | 14 | 45 | 45 | 0    |                                         |
| 7    | Zalaegerszeg    | 43   | 33 | 11 | 10 | 12 | 51 | 44 | +7   |                                         |
| 8    | Kisvárda        | 42   | 33 | 12 | 6  | 15 | 42 | 43 | −1   |                                         |
| 9    | Diósgyőr        | 41   | 33 | 12 | 5  | 16 | 40 | 52 | −12  |                                         |
| 10   | Paks            | 41   | 33 | 11 | 8  | 14 | 46 | 53 | −7   |                                         |
| 11   | Debrecen        | 39   | 33 | 11 | 6  | 16 | 48 | 57 | −9   | Descenso a Nemzeti Bajnokság II 2020-21 |
| 12   | Kaposvár        | 14   | 33 | 4  | 2  | 27 | 27 | 80 | −53  | Descenso a Nemzeti Bajnokság II 2020-21 |

Actualizado a los partidos jugados el 27 de junio de 2020.
 Fuente: Soccerway
Notas:
1. ↑  Tras ganar la Copa de Hungría 2019-20, el Honvéd obtuvo un cupo para la Primera ronda de la Liga Europa 2020-21.

## Resultados
| Local \ Visitante | DEB | DIO | FEH | FER | HON | KAP | KIS | MEZ | PAK | PUS | UJP | ZAL |
| ----------------- | --- | --- | --- | --- | --- | --- | --- | --- | --- | --- | --- | --- |
| Debrecen          | —   | 2–1 | 1–1 | 1–6 | 1–1 | 0–1 | 4–1 | 1–3 | 3–1 | 1–2 | 4–0 | 3–2 |
| Diósgyőr          | 1–2 | —   | 1–3 | 0–1 | 2–1 | 2–0 | 3–1 | 0–3 | 2–0 | 1–1 | 1–2 | 1–0 |
| Fehérvár          | 2–1 | 5–1 | —   | 1–2 | 0–0 | 4–2 | 3–0 | 2–1 | 0–2 | 1–3 | 0–2 | 4–1 |
| Ferencváros       | 2–1 | 1–0 | 1–0 | —   | 0–0 | 1–0 | 1–0 | 1–1 | 4–0 | 2–2 | 1–0 | 3–2 |
| Honvéd            | 2–3 | 1–0 | 0–1 | 0–0 | —   | 2–0 | 1–3 | 1–2 | 2–1 | 1–1 | 0–0 | 2–0 |
| Kaposvár          | 4–1 | 2–0 | 0–2 | 2–3 | 0–1 | —   | 0–2 | 1–2 | 0–3 | 1–1 | 2–3 | 0–4 |
| Kisvárda          | 1–0 | 2–2 | 0–2 | 1–2 | 2–0 | 5–3 | —   | 1–2 | 1–0 | 0–1 | 2–0 | 3–3 |
| Mezőkövesd        | 3–1 | 0–1 | 0–0 | 3–0 | 1–2 | 2–0 | 1–0 | —   | 0–2 | 1–0 | 2–2 | 1–0 |
| Paks              | 4–2 | 1–2 | 0–2 | 0–4 | 3–1 | 2–1 | 1–1 | 1–0 | —   | 0–2 | 2–4 | 2–0 |
| Puskás Akadémia   | 0–0 | 2–2 | 0–2 | 4–1 | 1–2 | 2–0 | 3–1 | 1–1 | 4–2 | —   | 1–3 | 0–1 |
| Újpest            | 3–2 | 0–2 | 0–1 | 0–1 | 2–3 | —   | 1–0 | 1–2 | 1–1 | 1–3 | —   | 0–0 |
| Zalaegerszeg      | 0–2 | 1–3 | 3–3 | 1–2 | 0–1 | 2–0 | 1–1 | 1–1 | 3–1 | 1–1 | 2–1 | —   |

| Local \ Visitante | DEB | DIO | FEH | FER | HON | KAP | KIS | MEZ | PAK | PUS | UJP | ZAL |
| ----------------- | --- | --- | --- | --- | --- | --- | --- | --- | --- | --- | --- | --- |
| Debrecen          | —   | 4–0 | —   | —   | —   | 1–1 | 1–0 | —   | 1–1 | 2–2 | —   | 0–3 |
| Diósgyőr          | —   | —   | —   | —   | —   | —   | 0–2 | 1–0 | —   | 1–2 | 2–1 | 1–1 |
| Fehérvár          | 1–0 | 1–1 | —   | 1–0 | —   | 3–0 | 2–0 | —   | —   | —   | 2–2 | —   |
| Ferencváros       | 2–0 | 3–0 | —   | —   | —   | 5–0 | 1–0 | 1–0 | —   | —   | 1–0 | —   |
| Honvéd            | 3–1 | 0–4 | 1–1 | 0–2 | —   | 4–1 | 1–5 | —   | —   | —   | —   | —   |
| Kaposvár          | —   | 3–0 | —   | —   | —   | —   | 1–2 | 0–4 | —   | —   | 0–1 | 0–6 |
| Kisvárda          | —   | —   | —   | —   | —   | —   | —   | 1–1 | 2–0 | 1–1 | 1–0 | 0–1 |
| Mezőkövesd        | 0–1 | —   | 2–1 | —   | 1–2 | —   | —   | —   | 0–2 | 0–0 | —   | 1–2 |
| Paks              | —   | 4–2 | 0–0 | 2–2 | 0–0 | 3–0 | —   | —   | —   | —   | —   | —   |
| Puskás Akadémia   | —   | —   | 1–4 | 1–1 | 2–1 | 2–1 | —   | —   | 3–1 | —   | —   | —   |
| Újpest            | 3–1 | —   | —   | —   | 1–0 | 5–0 | —   | 1–1 | 1–1 | 2–3 | —   | 2–1 |
| Zalaegerszeg      | —   | —   | 1–1 | 1–1 | 2–0 | —   | —   | —   | 3–3 | 2–0 | —   | —   |

## Goleadores
- Actualización 27 de junio de 2020. Fuente: Soccerway
| Pos. | Jugador          | Club            | Goles |
| ---- | ---------------- | --------------- | ----- |
| 1    | András Radó      | Zalaegerszeg    | 13    |
| 2    | Gergely Bobál    | Zalaegerszeg    | 11    |
| 2    | Norbert Könyves  | Paks            | 11    |
| 2    | Davide Lanzafame | Honvéd          | 11    |
| 2    | David Vaněček    | Puskás Akadémia | 11    |
| 6    | Franck Boli      | Ferencváros     | 10    |
| 6    | Armin Hodžić     | Fehérvár        | 10    |
| 8    | Tunde Adeniji    | Debrecen        | 9     |
| 8    | Márkó Futács     | Fehérvár        | 9     |
| 8    | Márk Szécsi      | Debrecen        | 9     |